# Lysychyn
Lysychyn (ucraniano: Лиси́чин) es un pueblo de Ucrania, constituido administrativamente como una pedanía del asentamiento de tipo urbano de Zarichne, en el raión de Varash de la óblast de Rivne.
En 2001, el pueblo tenía una población de 192 habitantes.
Se ubica unos 3 km al noroeste de Borové.

## Historia
Antes de la fundación del actual municipio de Zarichne en 2020, el pueblo era una pedanía del consejo rural de Borové, en el raión de Zarichne.